# 霍普威爾 (克利本縣)
霍普威爾（英語：Hopewell）是一個位於美國阿拉巴馬州克利本縣的非建制地區。該地的面積和人口皆未知。

## 地理
霍普威爾的座標為33°37′55″N 85°22′58″W / 33.63194°N 85.38277°W，而該地最高點為海拔高度320米（即1060英尺）。